# Gioacchino Volpe
Gioacchino Volpe (Paganica, 16 febbraio 1876 – Santarcangelo di Romagna, 1º ottobre 1971) è stato uno storico e politico italiano.

## Biografia

### I primi anni
Finite le scuole elementari, si trasferì a l'Aquila, per continuare gli studi, e poi a Santarcangelo di Romagna con tutta la famiglia. Conseguita la maturità, nel 1895 si iscrisse all'Università di Pisa, presso la Scuola Normale, e fu allievo di Amedeo Crivellucci, con cui discusse la tesi di laurea e sulla cui rivista Studi storici pubblicò i suoi primi lavori dedicati alla storia di Pisa medievale. A Pisa conobbe Giovanni Gentile, anch'egli allievo di Crivellucci. Dal 1906 fu professore di storia moderna nell'Accademia scientifico-letteraria di Milano. Prese parte come ufficiale alla prima guerra mondiale e fu decorato con una medaglia d'argento al valore militare. Prima, durante e dopo la Grande Guerra partecipò attivamente al dibattito politico e culturale italiano.
Nel 1919 fu, insieme a Gentile e Luigi Einaudi, tra i firmatari del manifesto del Gruppo Nazionale Liberale romano, che, insieme ad altri gruppi nazionalisti e di ex combattenti, formava l'Alleanza Nazionale per le elezioni politiche, il cui programma prevedeva la rivendicazione di uno «Stato forte», anche se provvisto di larghe autonomie regionali e comunali, capace di combattere la metastasi burocratica, i protezionismi, le aperture democratiche alla Francesco Saverio Nitti, da loro definito come «inetto a tutelare i supremi interessi della Nazione, incapace di cogliere e tanto meno interpretare i sentimenti più schietti e nobili».

### L'adesione al fascismo
Di orientamento liberal-nazionalista e monarchico, si avvicinò nel primo dopoguerra al fascismo. Fu eletto nel cosiddetto listone fascista al Parlamento del Regno d'Italia, nella XXVII legislatura, dal 1924 al 1929. Nel 1925 firmò il Manifesto degli intellettuali fascisti.
Nella seduta del 13 febbraio 1923 presieduta da Benito Mussolini, il Gran Consiglio del fascismo dichiarò l'incompatibilità tra militanza fascista e appartenenza alla massoneria; Volpe, nella sua arringa a sostegno della successiva legge fascista 26 novembre 1925, n. 2029, che restringeva in Italia il diritto di associazione e dava avvio a serrati controlli di polizia, tolse anche ogni dubbio sul riferimento della legge alla Libera Muratoria, alla quale dedicò tutto il suo infuocato intervento, accusandola di «equivoco politico, degenerazione della vita pubblica, confusionismo delle idee, sopravvivenza di illuminismo e di ideologie settecentesche, pacifismo spappolato, internazionalismo, disorganizzazione dello Stato, strumento di stranieri interessi a danno del Paese, vecchio e vacuo anticlericalesimo, e specialmente intrigo e camorra».
Durante il regime fascista svolse un ruolo di primo piano. Dal 1924 al 1940 fu professore di storia moderna all'Università di Roma. Si adoperò presso Mussolini per la liberazione dal confino e la concessione del passaporto a Nello Rosselli, suo vecchio allievo, e ad alcuni amici dei Rosselli, tra cui Piero Calamandrei. Diresse fino al 1943 la Scuola di storia moderna e contemporanea, e fu direttore della sezione storia medievale e moderna dell'Enciclopedia Italiana dal 1925 al 1937. Fu inoltre segretario generale dell'Accademia d'Italia dal 1929 al 1934, e socio nazionale dell'Accademia dei Lincei dal 1935 al 1946.

### La fedeltà ai Savoia e il secondo dopoguerra
Dopo l'armistizio di Cassibile non aderì alla Repubblica Sociale Italiana, rimanendo fedele al re Vittorio Emanuele III di Savoia e alla monarchia sabauda. Alla fine della seconda guerra mondiale, con l'epurazione dei collaboratori del regime fascista, fu allontanato dall'insegnamento e si dedicò completamente agli studi storici, aderendo al Partito Nazionale Monarchico.
Il sovrano Umberto II, dall'esilio, lo insignì dell'Ordine al merito civile di Savoia per meriti scientifici. Con Regie Patenti del 16 febbraio 1967 il sovrano gli attribuì il titolo ereditario di conte.

### Eredità
Il fondo "Gioacchino Volpe", con duemilatrecento volumi, periodici, carteggi, dattiloscritti e numerose schede di lavoro manoscritte, si trova presso la Biblioteca "Antonio Baldini" di Santarcangelo di Romagna. Il figlio primogenito Giovanni fu un noto editore.
Gli interessi storiografici del Volpe si concentrano, agli inizi della sua attività, soprattutto sul Comune medievale e sui conflitti sociali presenti al suo interno. Dopo il primo conflitto mondiale, essi si spostano dai temi sociali ed economico-giuridici – che pure non vengono rinnegati – a quelli politici. La questione della Nazione diviene fondamentale: la sua attenzione si sposta gradualmente dal Medioevo – su cui pure continua a scrivere – all'Età Contemporanea.
Formatosi alla scuola positivista del Crivellucci, i suoi lavori furono inizialmente contrassegnati, in special modo prima della Grande Guerra, da una forte considerazione dei fattori economico-sociali delle vicende storiche. Il suo opus magnum è considerato L'Italia moderna, pubblicato in 3 volumi tra il 1949 e il 1952.
La sua ricca e vasta biblioteca è stata donata dagli eredi alla Biblioteca comunale "Antonio Baldini" di Santarcangelo di Romagna in più occasioni tra il 1991 e il 2012.

## Opere
- Studi sulle istituzioni comunali a Pisa, 1902.
- Movimenti religiosi e sette ereticali nella società medievale italiana: secoli XI-XIV, Firenze, Vallecchi, 1922; II ed. 1926; Firenze, Sansoni, 1961, 1971, 1972, 1977; Introduzione di Cinzio Violante, Roma, Donzelli, 1997.
- Volterra: storia di Vescovi signori, di istituti comunali, di rapporti tra Stato e Chiesa nelle città italiane nei secoli 11.-15, Firenze, La Voce, 1923.
- Lunigiana medievale: storia di vescovi signori, di istituti comunali, di rapporti tra Stato e Chiesa nelle città italiane nei secoli XI-XV, Firenze, La Voce, 1923.
- Medio Evo italiano. Firenze, Vallecchi, 1923; Introduzione di Cinzio Violante, Roma-Bari, Laterza, 2003.
- Storici e maestri, Firenze, Vallecchi, 1924; Nuova ed. accresciuta, Firenze, Sansoni, 1967.
- Il Medioevo, Firenze, Vallecchi, 1926; Firenze, Sansoni, 1958.
- Corsica, Milano, Istit. Edit. Scientifico, 1927.
- L'Italia in cammino: l'ultimo cinquantennio, Milano, Treves, 1927; Edizioni Volpe, 1973; a cura di Giovanni Belardelli, Roma-Bari, 1991; a cura di Salvatore Lupo, Roma, Donzelli, 2010.
- Lo sviluppo storico del Fascismo, Palermo, Sandron, 1928
- Francesco Crispi, Venezia, La Nuova Italia, 1928.
- Guerra, dopoguerra, fascismo, Venezia, La Nuova Italia, 1928.
- Ottobre 1917. Dall'Isonzo al Piave, Roma, Libreria del Littorio, 1930. - riedito col titolo Caporetto, Roma, Gherardo Casini Editore, 1966; col titolo Da Caporetto a Vittorio Veneto, a cura di Andrea Ungari, introduzione di Eugenio Di Rienzo, Rubbettino, 2018.
- Pacifismo e storia, Roma, Istituto Nazionale Fascista di Cultura, 1933.
- L'Italia nella Triplice alleanza (1882-1915), Milano, Istituto per gli studi di politica internazionale, 1939 e 1940.
- Storia della Corsica italiana, Milano, Istituto per gli studi di politica internazionale, 1939.
- Storia del movimento fascista, Milano, Istituto per gli studi di politica internazionale, 1939.
- Il popolo italiano tra la pace e la guerra (1914-1915), Milano, ISPI, 1940.
- L'Italia moderna, Firenze, Sansoni, 1943-1952.
- L'impresa di Tripoli (1911-12), Roma, Ed. Leonardo, 1946.
- L'Italia che fu: come un italiano la vide, sentì, amò, Milano, Edizioni del Borghese, 1961.
- Ritorno al paese: Paganica: memorie minime, Roma, Tip. A. Urbinati, 1963.
- Toscana medievale: Massa Marittima, Volterra, Sarzana. Firenze: Sansoni, 1964.
- Studi sulle istituzioni comunali a Pisa. Nuova ed. Firenze: Sansoni, 1970.
- Scritti sul fascismo: 1919-1938; con prefazione di Piero Buscaroli. Roma: Volpe, 1976.
- Nel regno di Clio, Roma, Giovanni Volpe Editore, 1977.
- Il popolo italiano nella Grande Guerra (1915-1916), Prefazione di Giovanni Belardelli, a cura di Anna Pasquale, Milano, Luni, 1998, ISBN 978-88-798-4174-0.
- Casa Savoia, Milano, Luni, 2000, ISBN 978-88-798-4289-1.
- Vittorio Emanuele III. Dalla nascita alla corona d'Albania, Marco, 2000, ISBN 978-88-853-5078-6.
- Italia ed Europa, Pantheon, 2003, ISBN 978-88-743-4036-1.
- Origini della nazione italiana, Pantheon, 2003, ISBN 978-88-743-4035-4.
- Lettere dall'Italia perduta 1944-1945, Collana La nuova diagonale, Palermo, Sellerio, 2006, ISBN 978-88-389-2119-3.